# 7865 Françoisgros
7865 Françoisgros eller 1982 FG3 är en asteroid i huvudbältet som upptäcktes den 21 mars 1982 av den belgiske astronomen Henri Debehogne vid La Silla-observatoriet. Den är uppkallad efter François Gros.